# Batalla del Berre
La batalla del Berre fue un enfrentamiento militar que se produjo cerca del arroyo de Berre, al sur de Narbona, en el que se enfrentaron francos y musulmanes en el 737.

## Antecedentes
Después de la batalla de Tours, las nuevas agresiones musulmanas en la zona de Arlés obligaron a los francos a promover una nueva expedición contra ellos. Carlos Martel reunió un gran ejército de francos y borgoñones, apoderándose de Aviñón, atravesando el Ródano, y asediando Narbona, donde llegó el valí Athima, para defender la ciudad.

## La batalla

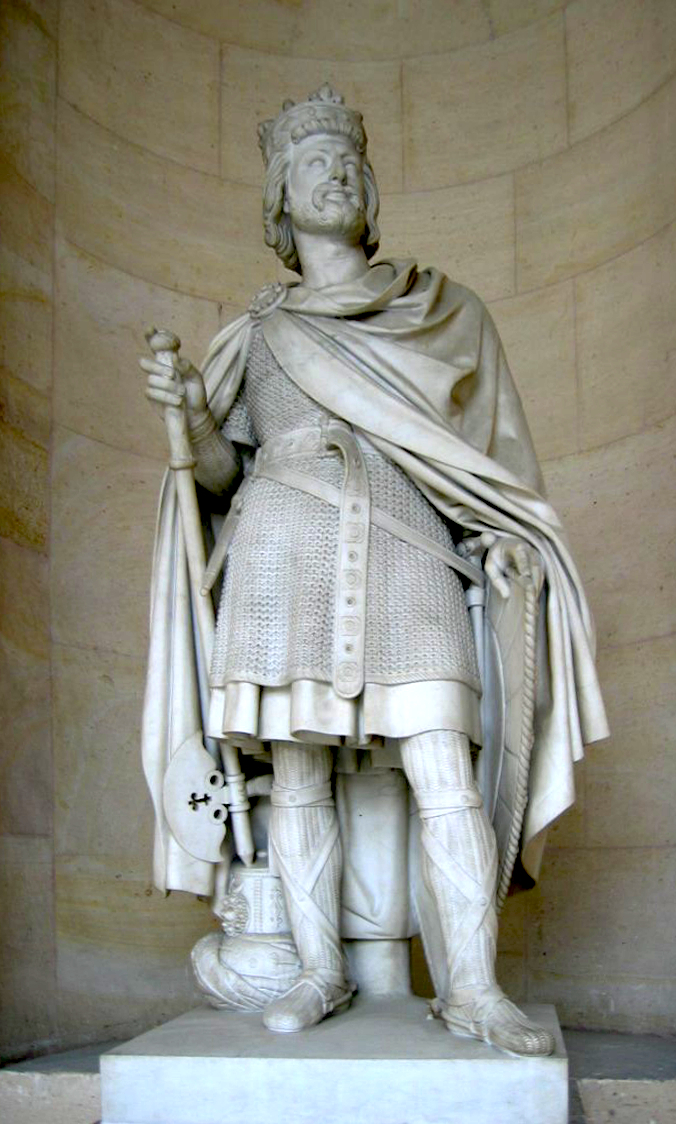
Estatua de Carlos Martel en el palacio de Versalles, París.

Mientras Carlos Martel dirigía vigorosamente el sitio, el valí de Al-Ándalus, Uqba ibn al-Hayyach al-Saluli, advertido del peligro que corría la ciudad, comprendió que de su salvación dependía la suerte de Septimania y decidió enviar ayuda; inmediatamente envió un contingente bajo el mando de Amir ibn Ailet por socrrer a la ciudad.
Amir ibn Ailet, para acelerar su marcha y evitar los pasos de los Pirineos, sin duda vigilados, acudió por mar. Llegó al puerto Nuevo y remontó el río, pero se encontró con las fortificaciones construidas por los asaltantes que no esperaba; entonces desembarcó y decidió ir a Narbona por tierra. Carlos Martel no le dio tiempo y al saber de su llegada, un domingo, dejó una parte del ejército en el cerco y con la otra parte se dirigió contra los que llegaban. Se encontraron en un valle de las Corbieras (francés les Corbières), cerca de un antiguo palacio visigodo que llevaba el nombre de Corbieras. Amir tomó posiciones ventajosas cerca del arroyo de Berre, entre Salsas (Ville-Salse) y Sijan (Sigean), a unos 2 Km del mar y a unos 10 Km al sur de Narbona, siendo atacado con furia por los francos sin tiempo de reconocer el terreno. Los sarracenos, sorprendidos, aguantaron el primer ataque pero Carlos Martel en persona avanzó y mató de propia mano al general Amir y sus fuerzas se desbandaron; perseguidos por los franceses, éstos hicieron una carnicería; los que se echaron al agua del estanque fueron perseguidos por algunos botes que los francos consiguieron, mientras que los que no murieron por las armas francas, murieron ahogados o fueron hechos prisioneros, y pocos fueron los que lograron llegar a sus barcos.

## Consecuencias
Tras la victoria, los francos persiguieron a los musulmanes en las lagunas cercanas al mar, obteniendo un gran botín y muchos prisioneros. Carlos Martel devastó las fuerzas de la mayoría de los principales asentamientos de Septimania, incluyendo Nimes, Agde, Béziers y Magalona. A pesar de estas victorias, hubo una segunda expedición ese año para recuperar el control de la Provenza después de que las fuerzas árabes volvieran, y sólo se retiraron cuando se enteraron de que Martel había formado una alianza con los lombardos.

### Citas
1. ↑  Codera, Francisco (2005). Estudios críticos de Historia Árabe Española. Maxtor. pp. 324-325. ISBN 978-84-9761-205-0.
2. ↑  Rovira i Virgili, Antoni (1920). Història Nacional de Catalunya, volum II (en catalán). Edicions Pàtria. p. 340.
3. ↑  Fouracre, Paul. The Age of Charles Martel (en inglés). Longman. p. 97. ISBN 0582064767.